# Roger Ylvenius
Carl Jan Christer Roger Ylvenius, född 9 augusti 1952 i Enskede i Stockholm, är en svensk trubadur, översättare och vissångare.
Ylvenius gav ut sitt debutalbum Sång om sång på bolaget Skylight i Köpenhamn (tillsammans med Janne Normén (död 2009) 1986.
Han är även känd för sina översättningar av den danske nationalskalden Benny Andersens visor. Åren 1985–1987 var Ylvenius kassör i den svenska trubadurföreningen YTF.
Ylvenius har uppträtt vid bland annat Visfestivalen i Västervik, Skulefestivalen  1989 samt vid Stockholms visdagar.

## Diskografi (i urval)
- 1994 Nordisk Visebok[4]
- 1986 Sång om Sång, Skylight[5]
- 1983 Birger Sjöberg – diktaren och människan[6]
- 1982 Vem gör den rike fin? – arbetarrörelsen 1875–1920, Solna Pogo [7]
- 1982 Tillsammans för människans rätt – arbetarrörelsen 1920–1965, Solna Pogo [8]

### Fotnoter
1. ↑  Sveriges befolkning 1990, CD-ROM, Version 1.00, Riksarkivet (2011)
2. ↑  ”Arkiverade kopian”. Arkiverad från originalet den 25 maj 2012. https://archive.is/20120525144331/http://tifo2.btj.se/8084832286755180. Läst 26 augusti 2011.
3. ↑  ”Arkiverade kopian”. Arkiverad från originalet den 26 juni 2015. https://web.archive.org/web/20150626162801/http://www.skulefestivalen.com/?page_id=536. Läst 3 april 2011.
4. ↑  ”Arkiverade kopian”. Arkiverad från originalet den 25 maj 2012. https://archive.is/20120525144343/http://www.norden.org/sv/publikationer/publikationer/1994-020. Läst 26 augusti 2011.
5. ↑  ”Arkiverade kopian”. Arkiverad från originalet den 26 juni 2015. https://web.archive.org/web/20150626104322/http://www.dismarc.org/index.php?form=display&oaiid=VSV%2F000000177944&db=0. Läst 3 april 2011.
6. ↑  http://www.sli.se/prodinfo.asp?a=D%20279&page=subjects.asp&sid=0&se=0&db=52&e=&g=&w=&s=24&p=1&st=0&sub=70000000&ss=2&otyp=product&lev=&tlang=&slang=
7. ↑  http://www.biblioteket.stockholm.se/default.asp?id=8227&extras=272087%2FID
8. ↑  http://www.biblioteket.stockholm.se/default.asp?id=8227&extras=272088%2FID